# مقبرة الدحداح
مقبرة الدحداح، أحد أشهر مقابر مدينة دمشق، وأغلاها. اتخذت تسميتها من ضريح أحد الصحابة المدفون فيها، وتحوي أيضًا على أضرحة شخصيات معاصرة مثل الرئيس السابق، حسني الزعيم، وكذلك بعض الفقهاء والعلماء مثل محمد خيري المفتي. تبلغ تكلفة القبر في مقبرة الدحداح ما يزيد عن 3000.000 ليرة سورية (6800 دولار)، ولذلك فهي تقصد من قبل أغنياء مدينة دمشق، كما هو الحال في مقبرة باب الصغير. وقد ألحق بمقبرة الدحداح قسم خاص للشهداء.

## سبب التسمية
سميت بهذا الاسم نسبة لشيخ الإسلام احمد ابي الدحداح الدمشقي  حيث كانت تسمى سابقا بمقبرة الفراديس نسبة لباب الفراديس في دمشق القديمة.

## أعلام مدفونين بها
- أنور العطار
- بسام لطفي
- عبد الرحمن المنيف
- زكي الأرسوزي
- محمد جميل الشطي
- محمد رضا العطار
- عيد السفرجلاني
- محمد بن هلال الهلالي
- مصطفى أسعد اللقيمي
- وفيق الزعيم
- حسني الزعيم
- محمد خيري المفتي
- نهاد قلعى
- شاكر بن مصطفى العمري
- لونة الشبل
- غنام النجدي
- محمد شكري الأسطواني